# Nueva Nemea
Nueva Nemea (en griego: Νέα Νεμέα) es una ciudad de Grecia, y la sede del municipio del mismo nombre (Δήμος Νεμέας). Está situada a pocos kilómetros de la antigua Nemea, en la periferia de Peloponeso, en la unidad periférica de Corintia.
A raíz de la reforma administrativa del Plan Calícrates en vigor desde enero de 2011 se incorporaron varios municipios a Nemea, y su superficie aumentó a 205 km² y la población de 4249 a 7286